# Беляевка (Харьковская область)
Беля́евка (укр. Біляївка) — посёлок,
Суданский сельский совет,
Первомайский район,
Харьковская область, Украина.
Код КОАТУУ — 6324587002. Население по переписи 2001 года составляет 640 (293/347 м/ж) человек.

## Географическое положение
Поселок Беляевка находится около железнодорожной станции Беляевка,
примыкает к селу Петровка,
на расстоянии в 1 км находится село Веселое.
Рядом проходит автомобильная дорога Т-2107.
Беляевка находится на водоразделе двух великих рек.
На северной окраине Беляевки есть родник, воды которого текут в бассейн Днепра.
На южной окраине посёлка находится исток ручья несущего свои воды в бассейн Дона.

## История
- 1899 — дата основания.
- Деревня Беляевка была имением сотника Екатеринославского казачьего войска Беляева Ивана Семёновича и его родного брата Алексея — коллежского асессора.
- Согласно списку населенных мест Харьковской губернии от 1864 года в Беляевке насчитывалось 5 дворов, мужского населения 13 человек, женского — 16.
- В 1869 году часть земли имения И. С. Беляева перешла под строительство Курско-Харьковско-Азовской железной дороги. Полустанок, построенный в августе этого же года недалеко от его имения, назвали — Беляевка. Первоначальную инфраструктуру полустанка (водовод, переезд, стрелочные переводы) строили и обслуживали ссыльные каторжане, привезённые из северных районов Российской Империи. До сих пор улицу Оренбургская, где стоял их барак, в простонародье именуют «Сибирский хутор».
- До 1 сентября (ст.ст.) 1917 года в составе Российской империи.
- С 1 сентября (ст.ст.) по 25 октября (ст.ст.) 1917 года в составе Российской республики. Далее началась Гражданская война.
- C 29 апреля по 14 декабря 1918 года во время Гражданской войны в России 1918—1923 годов в составе Украинской державы.
- C декабря 1922 года в составе Украинской Советской Социалистической Республики Союза Советских Социалистических Республик.
- 20 октября 1941 года немецкие войска вторглись на территорию Алексеевского (ныне Первомайского) района.
- 24 января освобождён разъезд Беляевка войсками 6-го кавалерийского корпуса (генерал-майор А. Ф. Бычковский) и 5-й гвардейской танковой бригады 6-й армии (генерал-майор А. М. Городнянский) Юго-Западного фронта (командующий генерал-лейтенант Ф. Я. Костенко) в ходе Барвенково-Лозовской наступательной операции 18-31.01.1942 года. 6-й кавкорпус фронтового подчинения действовал в полосе наступления 6-й армии.[2]
- В мае 1942 года снова оккупирован.
- 14 сентября 1943 года 228 стрелковая дивизия 34 стрелкового корпуса 1-го Украинского фронта, сломив упорное сопротивление противника, овладела рядом населённых пунктов Алексеевского района, в том числе и Беляевкой. Погибшие воины освобождавшие Беляевку покоятся в братской могиле рядом со станцией.

## Экономика
- Суданский сельский совет.
- Беляевское ХПП.
- ЗАО «Лихачовский комбинат хлебопродуктов».

## Объекты социальной сферы
- Детский сад.
- Школа.
- Амбулатория семейного врача.

## Достопримечательности
- Братская могила советских воинов. Похоронено 25 человек, имена 19-ти из них неизвестны.